# Microrregión de Iporá
La microrregión de Iporá es una de las  microrregiones del estado brasileño de Goiás perteneciente a la mesorregión  Centro Goiano. Su población fue estimada en 2006 por el IBGE en 62.202 habitantes y está dividida en diez municipios. Posee un área total de 7.072,353 km². Siendo el municipio más poblado Iporá.

## Municipios
- Amorinópolis
- Cachoeira de Goiás
- Córrego do Ouro
- Fazenda Nova
- Iporá
- Israelândia
- Ivolândia
- Jaupaci
- Moiporá
- Novo Brasil

- Datos: Q2184311